# Acicula norrisi
Acicula norrisi é uma espécie de gastrópode  da família Aciculidae.
É endémica de Gibraltar.